# Kampania 1919 roku w wojnie polsko-bolszewickiej
Kampania 1919 roku w wojnie polsko-bolszewickiej – operacje, bitwy, boje i potyczki jednostek Wojska Polskiego z oddziałami Armii Czerwonej toczone w pierwszym roku wojny polsko-bolszewickiej.

## Geneza

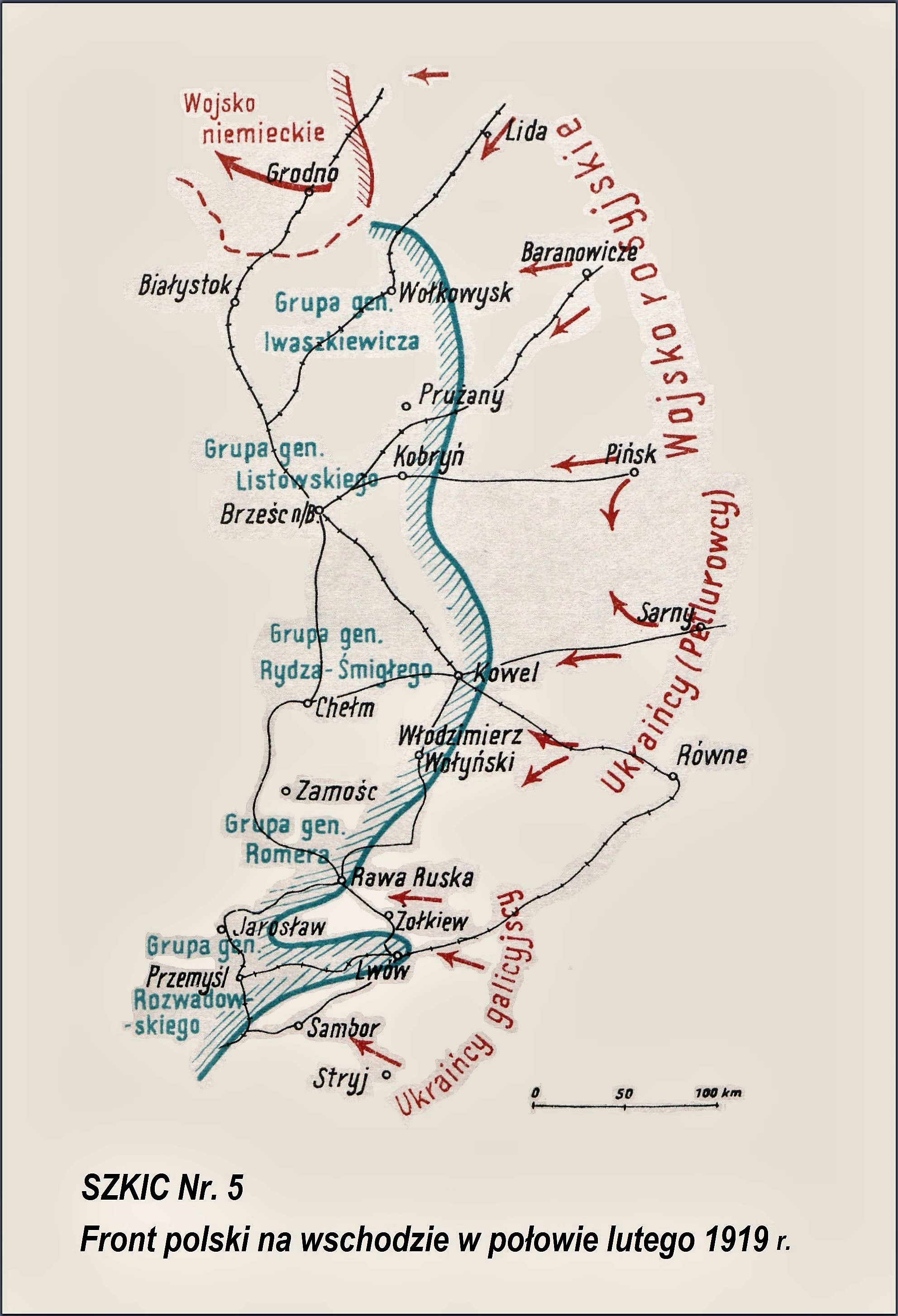
A. Przybylski, Działania wstępne...

W wyniku klęski państw zaborczych, po 123 latach niewoli Polska odzyskała niepodległość. Za symboliczną datę tego wydarzenia przyjmuje się dzień 11 listopada 1918 roku. 22 listopada na czele odradzającego się Wojska Polskiego stanął Józef Piłsudski. Dzięki powszechnemu i ochotniczemu zaciągowi, do końca 1918 udało się sformować 39 pułków piechoty, 17 pułków kawalerii i 3 pułki artylerii. Na początku 1919 istniały już zręby odbudowującej się polskiej państwowości. Jednak nadal zupełnie niejasny pozostawał kształt wschodniej granicy państwa. Na gruzach Imperium Rosyjskiego toczyła się wojna domowa, a na wschodnich krańcach odradzającej się Rzeczypospolitej stacjonowały jeszcze wojska niemieckie Ober-Ostu. Ich ewakuacja powodowała, że opuszczane przez nie tereny od wschodu zajmowała Armia Czerwona. Jednocześnie od zachodu podchodziły oddziały Wojska Polskiego.
W lutym 1919 oddziały polskie weszły w kontakt bojowy z jednostkami Armii Czerwonej. Rozpoczęła się nigdy nie wypowiedziana wojna polsko-bolszewicka. W tym okresie prowadzono jedynie ograniczone działania zaczepne. W połowie lutego front polsko-sowiecki ustalił się na linii rzeki Szczary. Siły frontu przeciwsowieckiego dysponowały 12 batalionami, 12 szwadronami i 3 bateriami polowymi. Było to w sumie około 500 oficerów i 7000 szeregowych.

## Walczące wojska
luty - marzec 1919
| Jednostka                     | Dowódca                  | Podporządkowanie  |
| Wojsko Polskie                |                          |                   |
| Grupa gen. Iwaszkiewicza      | gen. Wacław Iwaszkiewicz | NDWP              |
| Dywizja Litewsko-Białoruska   | gen. Stanisław Szeptycki | NDWP              |
| Grupa Podlaska                | gen. Antoni Listowski    | NDWP              |
| Armia Czerwona                |                          |                   |
| Armia Zachodnia               | Andriej Sniesariew       | Front Zachodni    |
| ⇒ Zachodnia Dywizja Strzelców | Roman Łągwa              | Armia Zachodnia   |
| ⇒ rewolucyjny pułk warszawski |                          | Dywizja Zachodnia |
| ⇒ 2 rewolucyjny pułk lubelski |                          | Dywizja Zachodnia |

czerwiec 1919
| Jednostka                     | Dowódca                  | Podporządkowanie        |
| Wojsko Polskie                |                          |                         |
| Front Litewsko-Białoruski     | gen. Stanisław Szeptycki | NDWP                    |
| ⇒ grupa gen. Śmigłego-Rydza   | gen. Edward Śmigły-Rydz  | Fr. Litewsko-Białoruski |
| ⇒ grupa płk. Zarzyckiego      | płk Ferdynand Zarzycki   | Fr. Litewsko-Białoruski |
| ⇒ grupa gen. Lasockiego       | gen. Józef Lasocki       | Fr. Litewsko-Białoruski |
| ⇒ grupa gen. Mokrzeckiego     | gen. Adam Mokrzecki      | Fr. Litewsko-Białoruski |
| Grupa Podlaska                | gen. Antoni Listowski    | NDWP                    |
| Armia Czerwona                |                          |                         |
| Armia Zachodnia               | Andriej Sniesariew       |                         |
| ⇒ Zachodnia Dywizja Strzelców | Roman Łągwa              | Armia Zachodnia         |

sierpień 1919
| Jednostka                      | Dowódca                        | Podporządkowanie |
| Wojsko Polskie                 |                                |                  |
| Front Wołyński                 | gen. Antoni Listowski          | NDWP             |
| ⇒ 4 Dywizja Piechoty           | gen. Franciszek Aleksandrowicz | Front Wołyński   |
| ⇒ 1 Dywizja Strzelców Polskich | gen. Joseph Jean Bernard       | Front Wołyński   |
| ⇒ grupa gen. Zygadłowicza      | gen. Gustaw Zygadłowicz        | Front Wołyński   |
| ⇒ 5 Brygada Jazdy              |                                | Front Wołyński   |
| Front Galicyjski               | gen. Wacław Iwaszkiewicz       | NDWP             |
| ⇒ 10 Dywizja Piechoty          | gen. Lucjan Żeligowski         | Front Galicyjski |
| ⇒ 3 Dywizja Piechoty Legionów  |                                | Front Galicyjski |
| ⇒ 3 Dywizja Strzelców Polskich | gen. Eugène Petitdemange       | Front Galicyjski |
| ⇒ 6 Dywizja Strzelców Polskich | gen. Denis de Saucy            | Front Galicyjski |
| ⇒ 5 Dywizja Piechoty           | gen. Władysław Jędrzejewski    | Front Galicyjski |
| ⇒ Grupa Wielkopolska           | gen. Daniel Konarzewski        | Front Galicyjski |
| ⇒ 3 Brygada Jazdy              |                                | Front Galicyjski |
| Armia Czerwona                 |                                |                  |
| ⇒ 15 Armia                     | August Kork                    | Front Zachodni   |
| ⇒ 16 Armia                     | Nikołaj Sołłohub               | Front Zachodni   |
| ⇒ 12 Armia                     | Nikołaj Siemionow              | Główne Dowództwo |

listopad 1919
| Jednostka                       | Dowódca                  | Podporządkowanie        |
| ------------------------------- | ------------------------ | ----------------------- |
| Grupa Śmigłego-Rydza            | gen. Edward Rydz-Śmigły  | Fr. Litewsko-Białoruski |
| ⇒ 1 Dywizja Piechoty Legionów   |                          |                         |
| ⇒ 3 Dywizja Piechoty Legionów   |                          |                         |
| ⇒ 1 Brygada Jazdy               | płk Władysław Prażmowski |                         |
| Grupa gen. Lasockiego           | gen. Józef Lasocki       | Fr. Litewsko-Białoruski |
| ⇒ 1 Dywizja Litewsko-Białoruska | gen. Józef Lasocki       |                         |
| ⇒ 8 Dywizja Piechoty            | gen. Stefan Mokrzecki    |                         |
| Grupa gen. Żeligowskiego        | gen. Lucjan Żeligowski   | Fr. Litewsko-Białoruski |
| ⇒ 2 Dywizja Piechoty Legionów   | gen. Henryk Minkiewicz   |                         |
| ⇒ 1 Dywizja Strzelców           | gen. Daniel Konarzewski  |                         |
| ⇒ 2 Brygada Jazdy               |                          |                         |
| 9 Dywizja Piechoty              | gen. Władysław Sikorski  | Fr. Litewsko-Białoruski |
| Grupa gen. Zygadłowicza         | gen. Gustaw Zygadłowicz  | Odwód Frontu            |
| ⇒ 10 Dywizja Piechoty           | gen. Gustaw Zygadłowicz  | Odwód Frontu            |
| ⇒ 6 Dywizja Piechoty            | gen. Bronisław Babiański | Odwód Frontu            |
| ⇒ 2 Dywizja Litewsko-Białoruska | gen. Mikołaj Osikowski   | Odwód Frontu            |

grudzień 1919 (fronty Podolski i Galicyjski)
| Jednostka                     | Dowódca                     | Podporządkowanie |
| ----------------------------- | --------------------------- | ---------------- |
| Front Wołyński                | gen. Antoni Listowski       | NDWP             |
| ⇒ 4 Dywizja Piechoty          | gen. Franciszek Krajowski   | Front Wołyński   |
| ⇒ 13 Dywizja Piechoty         | gen. Jan Romer              | Front Wołyński   |
| ⇒ 3 Brygada Jazdy             |                             | Front Wołyński   |
| ⇒ 4 Brygada Jazdy             |                             | Front Wołyński   |
| Front Podolski                | gen. Wacław Iwaszkiewicz    | NDWP             |
| ⇒ 12 Dywizja Piechoty         | gen. Robert Lamezan-Salins  | Front Podolski   |
| ⇒ Grupa gen. Laurenta Bonnina | gen. Laurent Bonnin         | Front Podolski   |
| ⇒ 5 Dywizja Piechoty          | gen. Władysław Jędrzejewski | odwód frontu     |

## Powstanie frontu polsko-sowieckiego

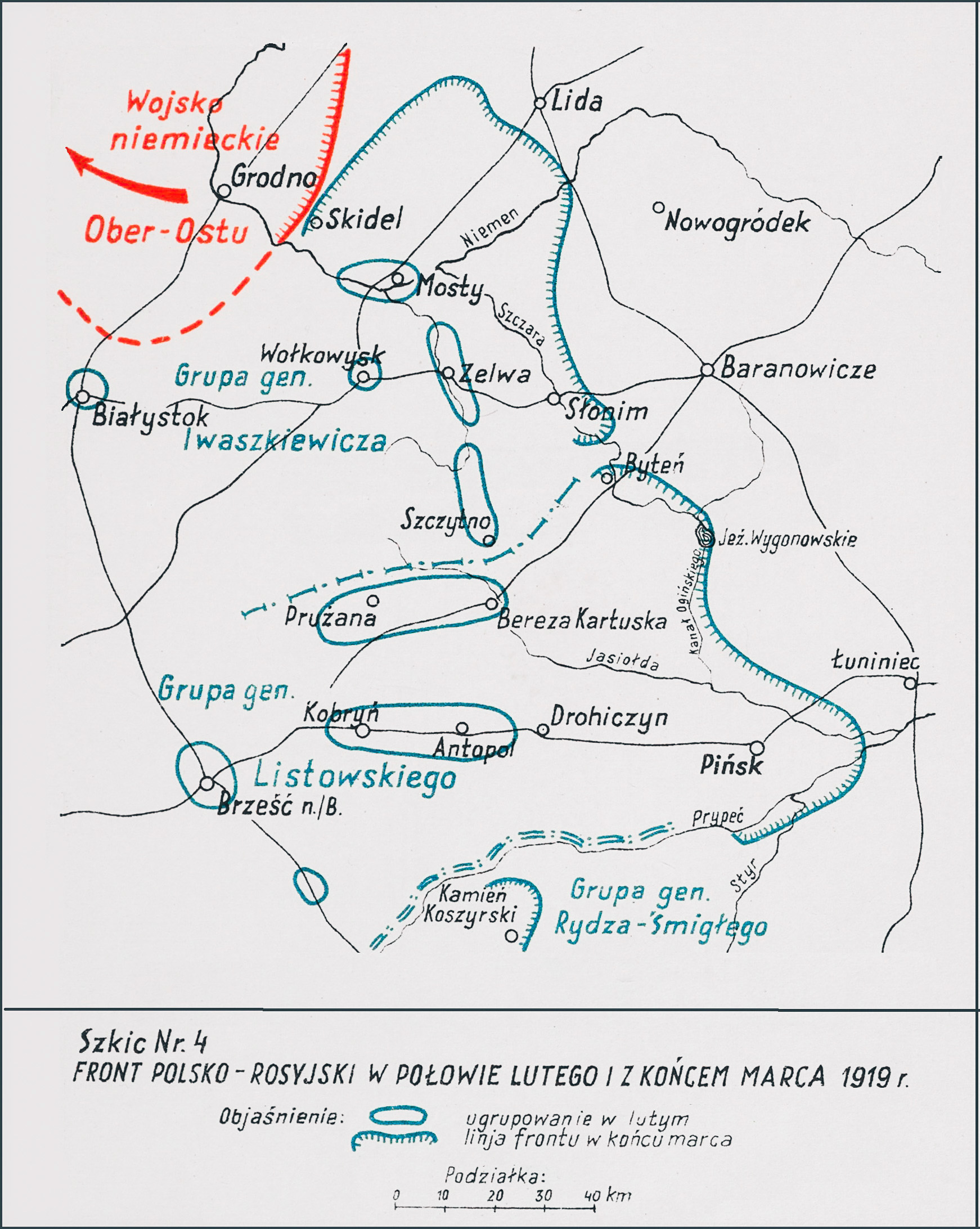
Adam Przybylski,
Wojna Polska 1918–1921

Na mocy porozumienia z Niemcami, w lutym 1919 oddziały Wojska Polskiego wkroczyły na tereny opuszczane przez jednostki niemieckie. Niemcy zobowiązali się nie wpuszczać wojsk sowieckich na opuszczane przez siebie terytoria aż do chwili, kiedy to miejsce zajmą oddziały polskie. Realizując to porozumienie, pierwsze oddziały Wojska Polskiego w okresie od 9 do 14 lutego przemaszerowały przez strefę wojsk niemieckich.
Po kilkudniowych przemarszach Dywizja Litewsko-Białoruska gen. Wacława Iwaszkiewicza oraz Grupa Podlaska gen. Antoniego Listowskiego dotarły 14 lutego pobliże miasteczka Mosty nad Niemnem. Ukształtowała się linia frontu o długości około 150 kilometrów od Prypeci na południu po Skidel w pobliżu Grodna na północy. Grupa Podlaska gen. Antoniego Listowskiego zajmowała południowy front, a jej oddziały rozmieszczone były pod Annopolem na kierunku Brześć-Pińsk oraz w rejonie Berezy Kartuskiej na kierunku Brześć-Baranowicze.
Na odcinku północnym w rejonie Wołkowyska operowała nie w pełni jeszcze zorganizowana Dywizja Litewsko Białoruska (Grupa gen. Iwaszkiewicza). Oddziały polskie weszły w styczność bojową z sowieckimi awangardami nadciągającymi od strony Wilna, Baranowicz i Pińska. Z tą chwilą powstanie frontu polsko-sowieckiego stało się faktem.
Do końca lutego toczono drobne potyczki z oddziałami Armii Czerwonej. W tym czasie priorytetem dla sowieckiej Rosji była walka z armiami „białych" Rosjan, a dla Wojska Polskiego działania na Ukrainie przeciw wojskom Ukrainy Zachodniej i Ukraińskiej Republiki Ludowej (Naddnieprzańskiej).
Mimo że Naczelne Dowództwo WP w swojej dyrektywie z 21 lutego „Instrukcja dla grup operujących na wschodzie” nakazało defensywne utrzymanie dotychczasowego stanu posiadania, to Grupa gen. Wacława Iwaszkiewicza zajęła 2 marca Słonim i obsadziła linię rzeki Szczary, a jej wydzielone zgrupowanie - Grupa Zaniemeńska - rozszerzyło znacznie pozycje na północ od Niemna. Grupa gen. Listowskiego zajęta 5 marca Pińsk oraz obsadziła linię Jasiołdy i kanału Ogińskiego.

## Ofensywa na Wilno

### Planowanie operacji

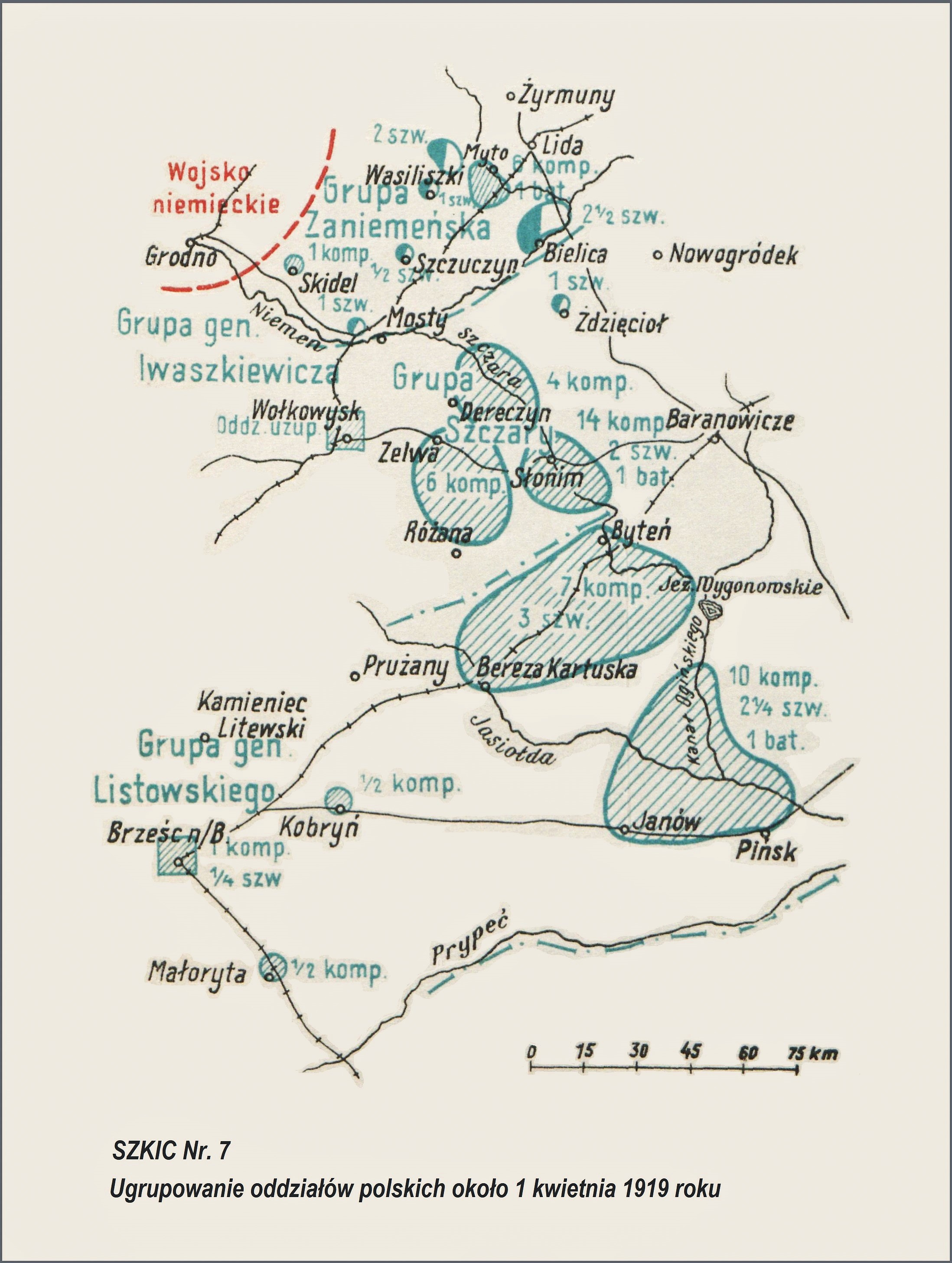
A. Przybylski, Działania wstępne...

Sytuacja na froncie zmieniła się na początku kwietnia, kiedy to Naczelne Dowództwo WP zdecydowało się rozpocząć operację zaczepną na kierunku północno-wschodnim. Jej celem było zajęcie Wilna. 26 marca w Brześciu nad Bugiem marszałek Piłsudski odbył naradę z generałami Szeptyckim i Listowskim w sprawie dalszych działań na froncie sowieckim. Generałowie zostali zapoznani ze wstępnym planem wyprawy wileńskiej.
W tym czasie oddziały polskie stały na linii Jasiołda-kanał Ogińskiego, podchodząc na północ od Niemna do linii kolejowej Baranowicze-Lida i do rzeki Dzitwy. Na swym lewym skrzydle miały wojska niemieckie, które nadal obsadzały obszar Grodna. W tym czasie oddziały Armii Czerwonej tworzyły cztery zgrupowania. Pierwsze znajdowało się w obszarze Wilna. Jego wysunięte oddziały stały na linii Żośle-Wysoki Dwór-Przełaje, w luźnej styczności z oddziałami litewskimi i wojskami niemieckimi na Litwie. Jedynie jego lewe skrzydło w obszarze Marcinkaniec było częściowo zwrócone ku oddziałom polskim. Załogę Wilna stanowiły między innymi oddziały I Brygady polskojęzycznej Zachodniej Dywizji Strzelców w składzie 1 Warszawski pułk strzelców i 2 Lubelski pułk strzelców. Drugie zgrupowanie obsadzało obszar Lidy i Nowogródka, a trzecie operowało w obszarze Baranowicz. Na Polesiu stacjonowało kolejne zgrupowanie w rejonie Łunińca. Odwody Sowieci rozlokowali w Mińsku i Bobrujsku.
Między południowym skrzydłem zgrupowania wileńskiego wojsk sowieckich, a zgrupowaniem lidzkim powstała luka o szerokości około 60 km. Tę lukę zamierzał wykorzystać Józef Piłsudski przygotowując swój plan oswobodzenia Wilna. Polskie zgrupowanie uderzeniowe miało skoncentrować się na zachód od Lidy, a jego grupa jazdy dowodzona przez ppłk. Władysława Belinę-Prażmowskiego miała forsownym marszem podejść pod Wilno i zdecydowanym atakiem zdobyć je. Maszerująca za kawalerią polska piechota (2 DP Leg) pod dowództwem gen. Śmigłego-Rydza miała obsadzić miasto i nie dopuścić do jego utraty. Kolejna grupa pod dowództwem gen. Józefa Lasockiego (1 DP Leg., oddział mjr. Mackiewicza, grupa mjr. Janusza Głuchowskiego) miała uderzyć na Lidę, zdobyć ją i tym samym osłonić Wilno od ewentualnego kontruderzenia z południa.

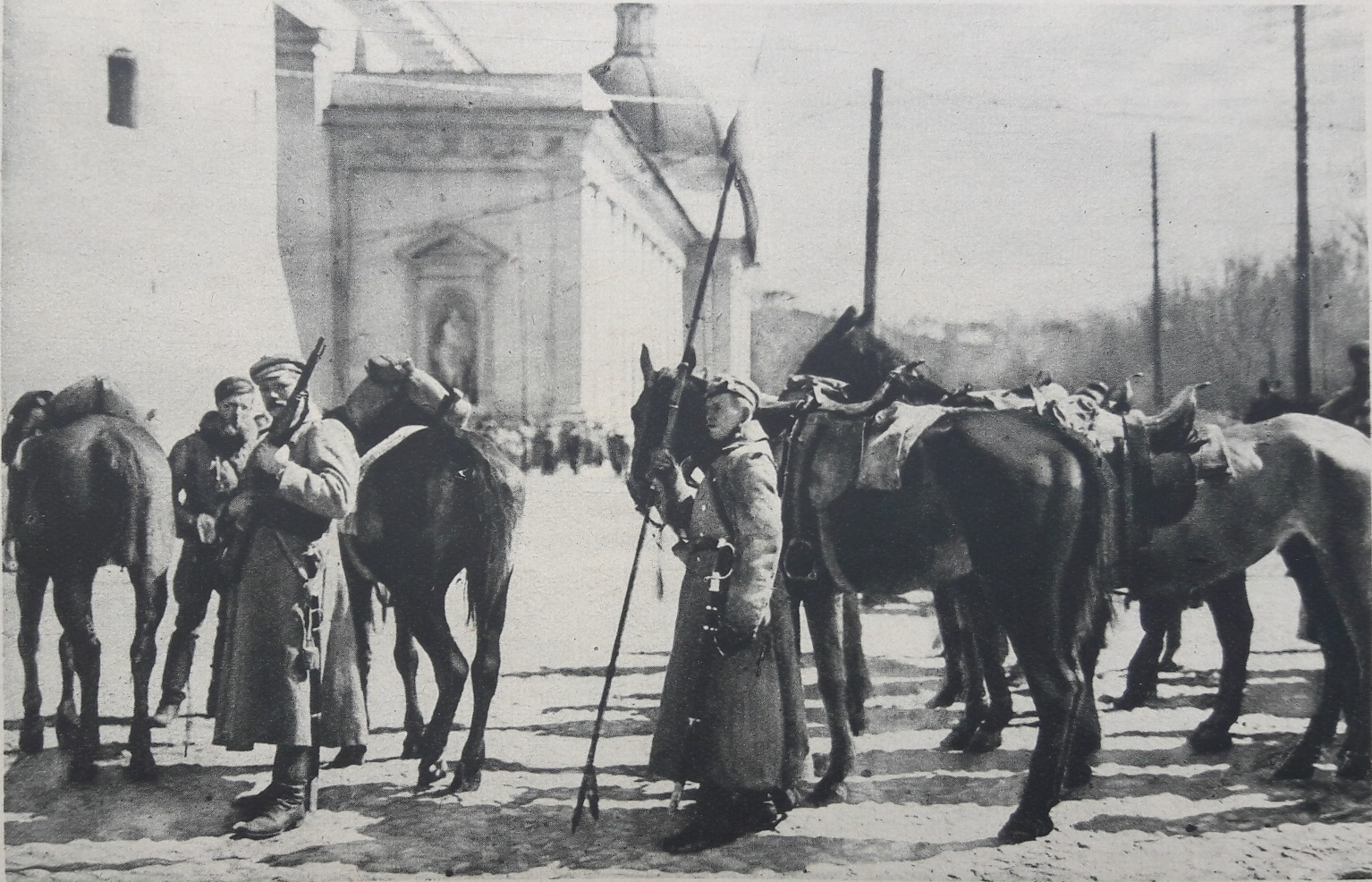
Patrol 4 puł. na placu Katedralnym po zajęciu Wilna; kwiecień 1919

Aby uniemożliwić siłom sowieckim stojącym na południe od Niemna przeciwdziałanie w kierunku Lidy, zamierzano związać je równoczesnym uderzeniem na Baranowicze i Nowogródek. Miało ono także odwrócić uwagę dowództwa sowieckiej Dywizji Zachodniej od głównego kierunku uderzenia, jakim był kierunek wileński. Jako że obszar Grodna nadal zajmowały wojska niemieckie, a ich stosunek do działań polskich na Litwie pozostawał niewiadomą, w obszarze Skidla pozostawiono grupę obserwacyjną płk. Bolesława Freja, która miała zapewnić osłonę operacji od zachodu. Do wykonania operacji wyznaczona została grupa gen. Stanisława Szeptyckiego (Dywizja L-B, zasilona przez część Grupy Poleskiej gen. Listowskiego, oraz nowo sformowane oddziały 1 i 2 Dywizji Piechoty Legionów i 1 Brygady Kawalerii). Dowodzenie operacją przejął Naczelny Wódz, który swoje stanowisko dowodzenia 15 kwietnia rozwinął w Skrzybowcach.

### Działania wojsk
Natarcie na Wilno

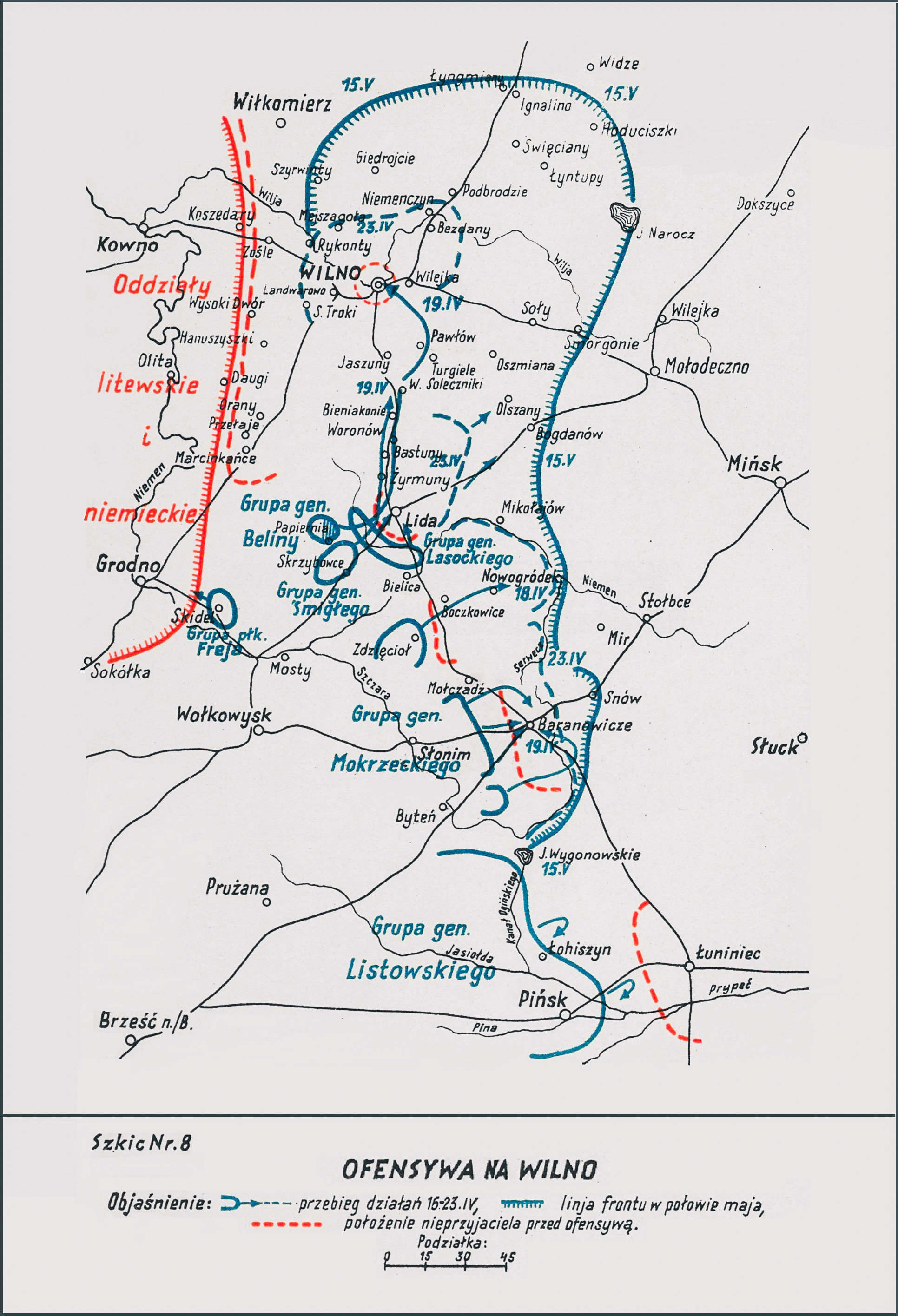
Adam Przybylski,
Wojna Polska 1918–1921

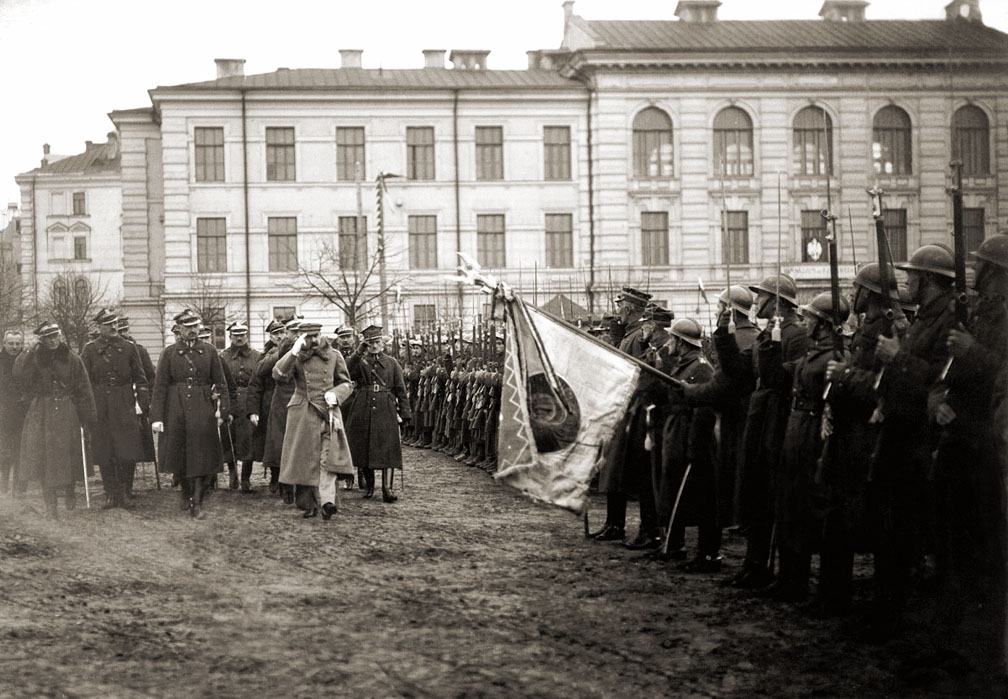
Józef Piłsudski, Edward Śmigły-Rydz, Kazimierz Sosnkowski i Stanisław Szeptycki przed frontem oddziałów Wojska Polskiego na Placu Łukiskim w Wilnie

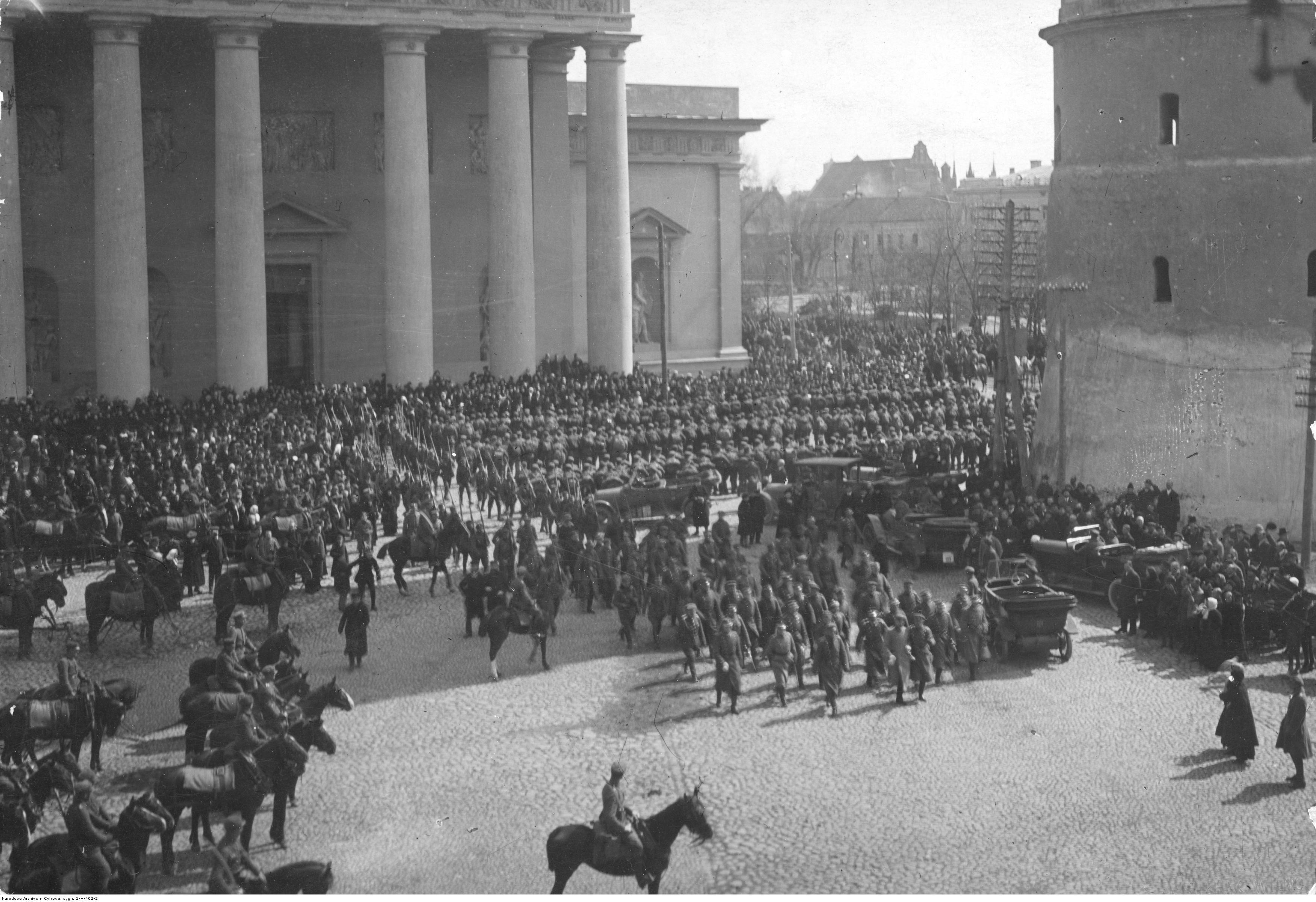
Wojsko przed katedrą wileńską po uroczystym nabożeństwie; kwiecień 1919

16 kwietnia grupa gen. Józefa Lasockiego, złożona z części dawnej Grupy Zaniemeńskiej i oddziałów 1 Dywizji Piechoty Legionów, uderzyła na Lidę. Równocześnie kawaleria płk. Beliny-Prażmowskiego w składzie dziewięciu szwadronów kawalerii z plutonem artylerii konnej rozpoczęła marsz na Wilno. W ślad za nim ruszył gen. Edward Śmigły-Rydz z trzema batalionami 2 Dywizji Piechoty Legionów i dwiema bateriami artylerii. Lidę opanowano dopiero następnego dnia. W ataku na miasto musiały pomóc dwa przybyłe w rejon koncentracji z opóźnieniem bataliony 2 DP Leg. Mimo to marsz w kierunku Wilna odbywał się na ogół zgodnie z planem. O świcie 19 kwietnia niezauważone przez Sowietów polskie szwadrony podeszły pod Wilno. Wykorzystując element zaskoczenia opanowały dworzec kolejowy i znaczną część miasta.
Stopniowo jednak opór przeciwnika przybierał na sile, a słaba liczebnie kawaleria, rozproszona w ulicach rozległego miasta, znalazła się w trudnym położeniu. Dopiero wieczorem nadeszły z pomocą pierwsze oddziały piechoty, dowiezione pociągiem zdobytym w Wilnie. 21 kwietnia do Wilna przybyła cała 2 DP Leg. z gen. Śmigłym-Rydzem. Uderzenie dywizji pozwoliło wyzwolić pozostałe dzielnice miasta, a przeciwnik w godzinach południowych wycofał się w nieładzie w kierunku na Mejszagołę.
Równocześnie z walkami o Wilno toczył się bój grupy gen. Stefana Mokrzeckiego o Nowogródek i Baranowicze. Operujące tu jednostki polskie miały do dyspozycji zaledwie 9 batalionów, 7 szwadronów i 3 baterie, wskutek czego Nowogródek został zajęty dopiero 18 kwietnia, a Baranowicze zaś 19 kwietnia. Zmęczenie i braki w zaopatrzeniu spowodowały, że grupa gen. Mokrzeckiego zatrzymała się na wschód od Baranowicz i dalej wzdłuż rzeki Serwecz do Niemna na linii okopów niemieckich z okresu I wojny światowej. Grupa Wileńska wysunęła oddziały czołowe na linię Wiejka-Bezdany-Niemenczyn-Mejszagoła-Rykonty-Stare Troki. Jedynie grupa gen. Lasockiego nadal nacierała kawalerią, by poprzez zajęcie Bogdanowa i Olszan wypełnić lukę, która powstała w centrum nowego frontu.
Obrona Wilna i polski kontratak
Utrata Wilna była dla Sowietów ciężką porażką, zarówno w wymiarze militarnym, jak i politycznym. Dowództwo sowieckie zdecydowało się przywrócić poprzednie położenie. Pod Wilno ściągnięto odwody z Polesia oraz oddziały z frontu przeciwłotewskiego. Utworzono trzy zgrupowania uderzeniowe. Pierwsze zgrupowano w obszarze Szyrwint, na północny zachód od Wilna, kolejne w obszarze Podgrodzia, na północny wschód od miasta, i trzecie w obszarze Soty-Oszmiana, na wschód od Wilna. Miały one wykonać koncentryczny atak i wyrzucić Polaków z miasta. Obroną Wilna kierował gen. Edward Śmigły-Rydz. W skład podległej mu Grupy Wileńskiej weszły oddziały 2 Dywizji Piechoty Legionów, 1 Brygady Jazdy i część Grupy Lidzkiej. Ogółem grupa liczyła 8 batalionów piechoty, 8 szwadronów kawalerii i 4 baterie artylerii. Z głębi kraju miały przybyć dwa bataliony piechoty.
Dowódca obrony Wilna postanowił bronić miasta w sposób zaczepny. Aby nie dopuścić do równoczesnego uderzenia na Wilno wszystkich trzech zgrupowań nieprzyjaciela, postanowił rozbić je każde z osobna. W pierwszej kolejności uderzył na nieprzyjaciela grupującego się pod Podbrodziem i zmusił czerwonoarmistów wycofania się w obszar Święcian. Powstrzymał też i odrzucił spod samego już miasta nieprzyjaciela działającego od strony Oszmiany. Wreszcie pozostałymi silami odparł natarcie przeciwnika z kierunku Szyrwint. Do 1 maja Polacy odparli wszystkie próby opanowania przez Sowietów Wilna. Potem sami przeszli do natarcia i kolejnymi uderzeniami odrzucili przeciwnika od miasta, zajmując Mejszagołę, Giedrojcie, Podbrodzie i Smorgonie. Tocząc kolejne walki, Grupa Wileńska do połowy maja dotarła do linii: jezioro Narocz-Hoduciszki-lgnalino-Łyngmiany.
W tym czasie na południe od Niemna grupa gen. Mokrzeckiego nadal organizowała obronę na linii okopów niemieckich, wysunąwszy ku wschodowi placówki. Grupa gen. Lasockiego, działająca w obszarze na wschód od Lidy, do 8 maja również opanowała linię dawnych okopów niemieckich, na wschód od Bogdanowa i Oszmiany. Zajęcie tych rubieży zakończyło polskie natarcie.
Zakończenie operacji
Operacja wileńska Wojska Polskiego została zakończona 7 maja. Doprowadziła ona nie tylko do zajęcia Wilna, Lidy, Baranowicz i Nowogródka, ale i do znacznego przesunięcia linii frontu na północ i wschód. Na znacznym odcinku oddziały polskie obsadziły linię starych okopów niemieckich. Sowieci nie przejawiali już większej ochoty do podejmowania działań zaczepnych.

## Ofensywa na Mołodeczno

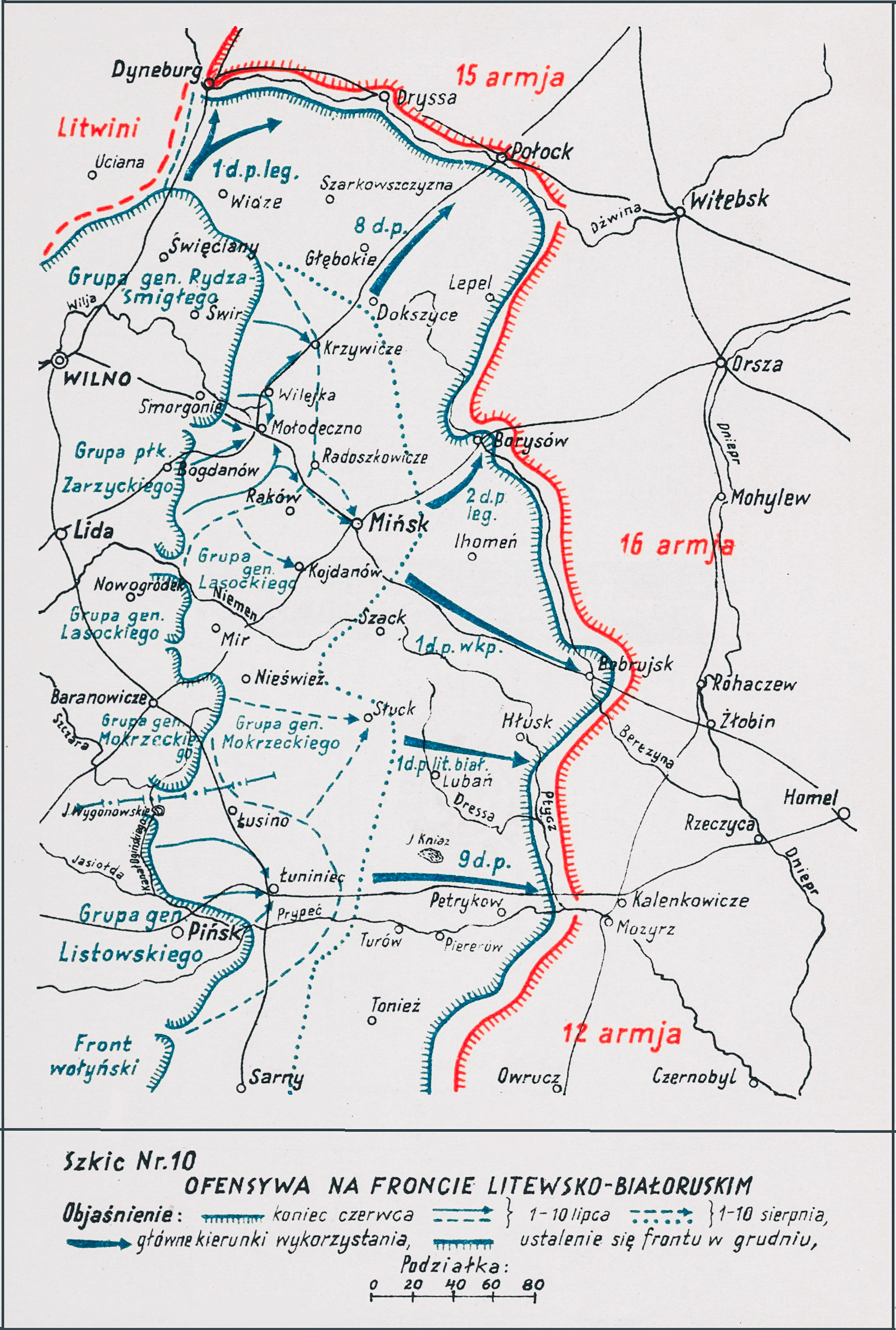
Adam Przybylski,
Wojna Polska 1918–1921

Wskutek pogotowia bojowego przeciwko Niemcom, w maju i czerwcu front przeciwsowiecki pozostawał w defensywie. W czerwcu w Naczelnym Dowództwie WP trwały jedynie wstępne prace nad przygotowaniem kampanii. Utworzono między innymi Front Litewsko-Białoruski pod dowództwem gen. Stanisława Szeptyckiego. Grupa Poleska stanowiła nadal samodzielny związek taktyczny podlegający bezpośrednio Naczelnemu Wodzowi. Zgodnie z planem NDWP ofensywa miała ona rozpocząć się na Wołyniu i doprowadzić do opanowania linii kolejowej Łuniniec – Równe. W ten sposób Wojsko Polskie zyskałoby połączenie pomiędzy frontami na Białorusi i Ukrainie. Jednak działania zaczepne na tym froncie rozwinęły się nieco inaczej.
Kiedy ustąpiło zagrożenie wojną z Niemcami, dowódca nowo powstałego frontu gen. Stanisław Szeptycki z własnej inicjatywy przeszedł do natarcia na Mołodeczno. Na kierunku głównego uderzenia z obszaru Bogdanowa operowała 2 Dywizja Piechoty Legionów. Kawaleria działająca na prawem skrzydle dywizji miała dążyć do odcięcia drogi odwrotu na Mińsk oddziałom przeciwnika broniącym Mołodeczna. Na kierunku pomocniczym w obszarze Smorgoń na Wilejkę uderzały oddziały 1 Wielkopolskiej Dywizji Piechoty. 1 lipca zajęto Wilejkę, a 4 lipca Mołodeczno. Sowieci wycofali się rozbieżnie: na Połock i na Mińsk. W ten sposób powstała we froncie sowieckim luka i polskie oddziały znalazły się w dogodnym położeniu do prowadzenia oskrzydlającej akcji na Mińsk.
Jednak siły gen. Szeptyckiego okazały się zbyt słabe, aby kontynuować natarcia. Wykorzystali to Sowieci i przystąpili do kontrataku siłami 52 Dywizji Strzelców. Wykorzystali lukę, która powstała pomiędzy 2 Dywizją Piechoty Legionów a grupą gen. Lasockiego. Lukę udało się zamknąć dopiero oddziałami 1 Dywizji Litewsko-Białoruskiej ściągniętymi z polsko-litewskiej linii demarkacyjnej. Walki pod Mołodecznem skłoniły Naczelne Dowództwo WP do wzmocnienia sił gen. Szeptyckiego i skierowano do tego obszaru oddziały 8 Dywizji Piechoty, pozostające przedtem na froncie mazowieckim, oraz grupę wielkopolską gen. Daniela Konarzewskiego. Niemal jednocześnie z akcją na Mołodeczno grupa Grupa Poleska gen. Antoniego Listowskiego uderzyła na Łuniniec i 7 lipca zdobyła go. W tym obszarze oddziały polskie zatrzymały się na linii: dolny bieg Horynia-rzeka Łań.

## Ofensywa na Słuck i Mińsk

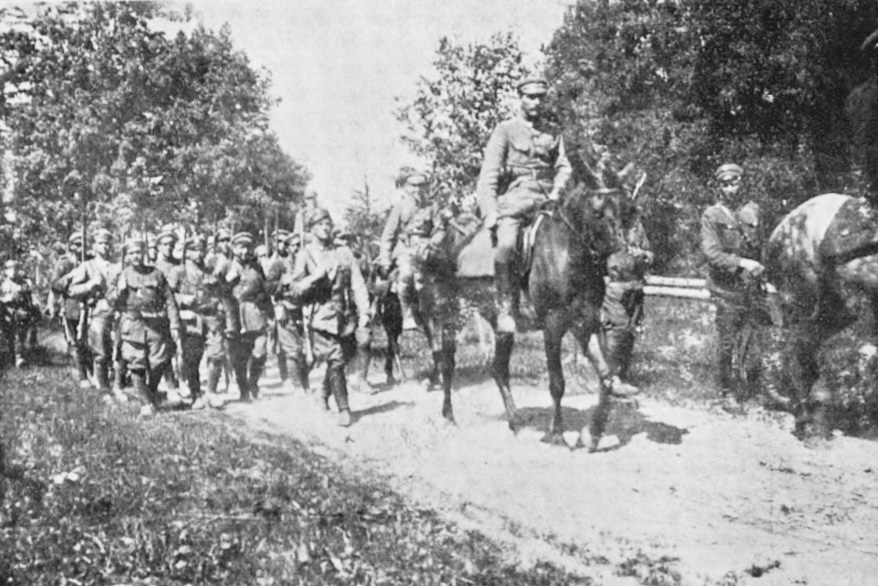
1 kompania Wileńskiego Pułku Strzelców w marszu na Słuck

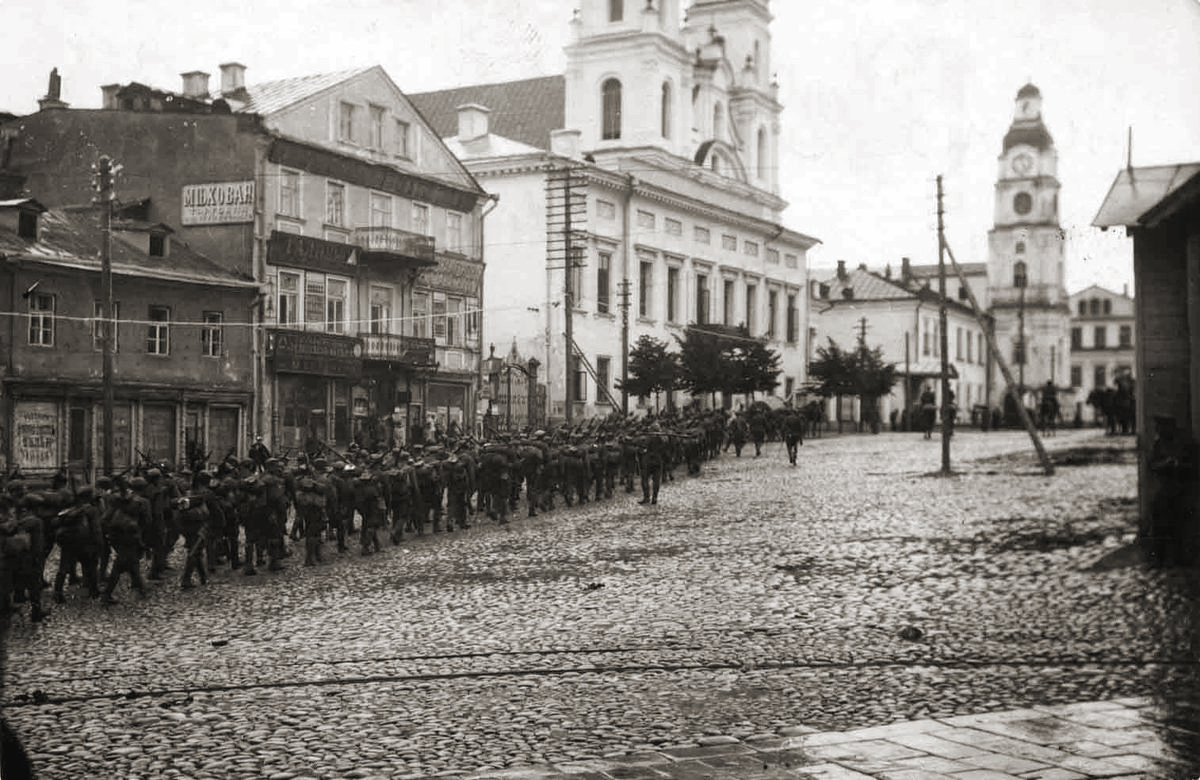
Wojsko Polskie wkracza do Mińska 9 sierpnia 1919

W drugiej połowie lipca polskie Naczelne Dowództwo zakończyło prace nad planem szeroko zakrojonej operacji zaczepnej, której celem było opanowanie Mińska, Borysowa, Bobrujska i oparcie frontu o linię rzek Dźwiny i Berezyny.
5 sierpnia w godzinach rannych na froncie od Radoszkowicz po Baranowicze ruszyła polska ofensywa. Natarcie rozpoczęły równocześnie trzy zgrupowania wojsk polskich. Główne zgrupowanie uderzeniowe składzie 2 Dywizja Piechoty Legionów gen. Bolesława Roi i Grupa Wielkopolska nacierało wzdłuż linii kolejowej Mołodeczno-Mińsk. 1 pułk ułanów wielkopolskich prowadził rajd z zadaniem przecięcia linii kolejowej Mińsk-Borysów. Prawe „kleszcze” oskrzydlające stanowiła grupa gen. Mokrzeckiego . Nacierała ona z obszaru Baranowicz w kierunku na Mir-Nieśwież i dalej na Słuck. Ponadto na Słuck został skierowany od południa oddział wydzielony z grupy operującej na Polesiu. 6 sierpnia zdobyty został Słuck, a 8 sierpnia, po złamaniu obrony nieprzyjaciela pod Zasławiem, oddziały grupy lewoskrzydłowej wkroczyły do Mińska.
Po zdobyciu Mińska kontynuowano ofensywę, a oddziały sowieckiej 16 Armii cofały się w kierunku Borysowa, Bobrujska i Szacka. 2 Dywizja Piechoty Legionów opanowała linię Berezyny i przedmoście pod Borysowem, Grupa Wielkopolska pokonała przeciwnika pod Ihumieniem, a 29 sierpnia opanowała Bobrujsk. W tym czasie Dywizja Litewsko-Białoruska lewym skrzydłem zbliżała się ku Berezynie, a prawym utrzymywała łączność z 9 Dywizją Piechoty na Polesiu. Wkrótce także lewe skrzydło frontu zwiększyło swój stan posiadania. 8 Dywizja Piechoty uderzała w ogólnym kierunku na Połock, a 1 Dywizja Piechoty Legionów na Dyneburg. Z końcem sierpnia oddziały Grupy Poleskiej dotarły do linii: Lubań jezioro Kniaź- Utwocha, na północ od Prypeci, oraz Pieterów-Tonież, na południe od Prypeci. Grupa ta po zmianie dowództwa (po gen. Listowskim dowodzenia objął płk Władysław Sikorski) została przemianowana na 9 Dywizję Piechoty i podporządkowana dowódcy frontu Litewsko-Białoruskiego gen. Szeptyckiemu.
Zajęcie Mińska kończyło pierwszą fazę wojny polsko-sowieckiej. Określana ona jest jako typ „wojny ruchowej z silnym zabarwieniem małej wojny”. Po obu stronach występowały wojska nieliczne, improwizowane, słabo wyszkolone i wyposażone, a działania prowadzone były na rozległych obszarach.

## Ofensywa na Wołyniu
Działania ofensywne

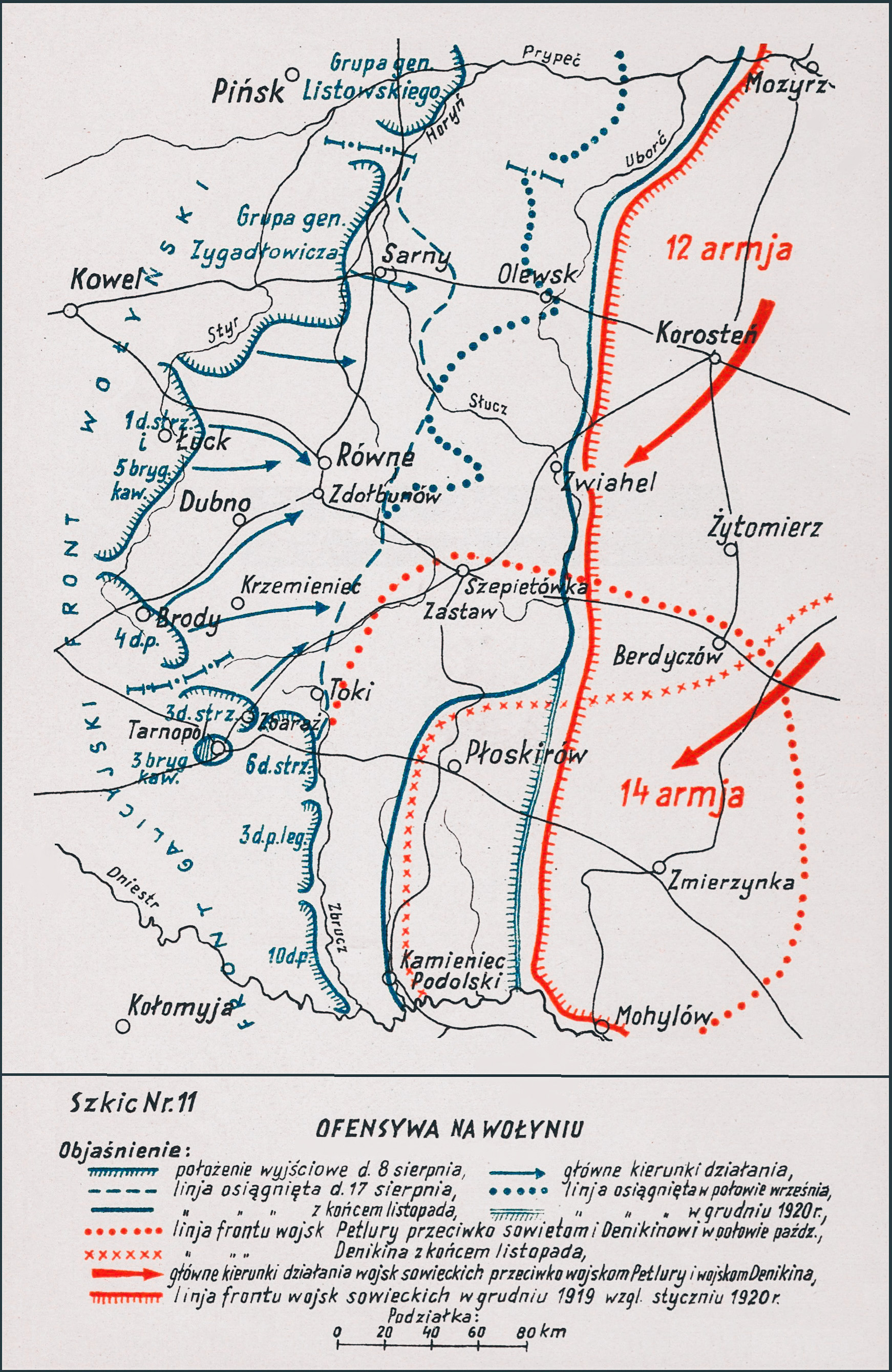
Adam Przybylski,
Wojna Polska 1918–1921

Rozpoczęcie ofensywy poprzedziło ogólne przegrupowanie sił na Wołyniu i w Małopolsce Wschodniej. Dotychczasowy Front Galicyjsko-Wołyński gen. Wacława Iwaszkiewicza został podzielony na dwa samodzielne fronty: Galicyjski gen. Iwaszkiewicza, i Wołyński gen. Listowskiego. 8 sierpnia do natarcia ruszył Front Wołyński. Atakując z obszaru Brodów 4 Dywizja Piechoty uderzyła częścią sił na Dubno i Krzemieniec i już następnego dnia opanowała obie te miejscowości. Następnie z obszaru Łucka na Równe ruszyła 1 Dywizja Strzelców, przełamała sowiecką obronę pod Klewaniem i w nocy z 12 na 13 sierpnia opanowała Równe. Kontynuując natarcie, obie dywizje wyszły 16 sierpnia na linię Bereźno - Tuczyn - rzeka Horyń - Ostrąg. Jednocześnie na północnym odcinku Frontu Wołyńskiego grupa gen. Gustawa Zygadłowicza opanowała Sarny i osiągnęła linię: górny bieg Słuczy - Klesowo - Bereźno. 4 Brygada Jazdy (sformowana z oddziałów jazdy grupy gen. Zygadłowicza) wysunęła się przed front piechoty i zajęła Rokitno. Wykorzystując powodzenie Frontu Wołyńskiego, również Front Galicyjski zaatakował swoim lewym skrzydłem i 3 Dywizja Strzelców wyszła na linię Ostróg-Lachowce-Toki. Jego 3 Brygada Jazdy zajęła Szepietówkę i Zasław.
Prowadzone z dużym rozmachem natarcie wojsk polskich zatrzymał Naczelny Wódz Józef Piłsudski. Przemawiały za tym nie tyle aspekty militarne co względy polityczne. Front ustabilizował się na Dźwinie po Ułłę-rzeka Ułła po Lepel-kanał Berezyński- Berezyna po Bobrujsk-środkowy bieg Ptyczy-dolny bieg Oressy-rzeka Stwiga-rzeka Słucz po Zbereźno-Horyń pomiędzy Tuczynem i Ostrogiem - Teofilpol -Zbrucz.
Wstrzymanie ofensywy

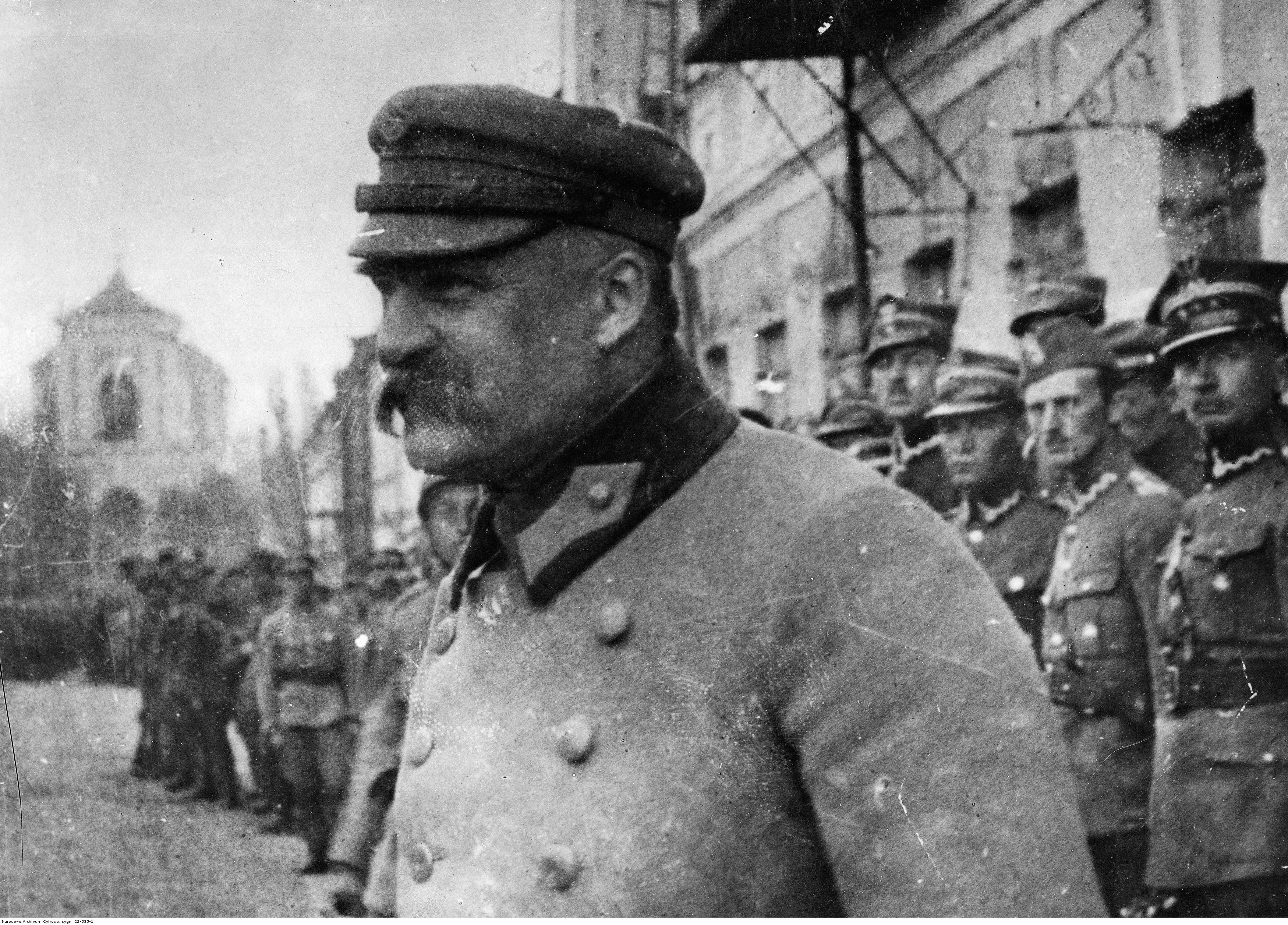
Józef Piłsudski z oficerami i żołnierzami Wojska Polskiego na froncie galicyjskim

Linia frontu na Polesiu, Wołyniu i w Małopolsce pozostawała dość znacznie w tyle, w porównaniu z Frontem Litewsko-Białoruskim. Przyczyną tego były wydarzenia, jakie w tym czasie rozegrały się po wschodniej stronie frontu, w obozie przeciwnika. Za Zbruczem i w obszarze Równego miejsce wojsk sowieckich zajęty wojska Ukrainy Naddnieprzańskiej Symona Petlury i prowadziły zaczepnie przeciwko Sowietom. W tych warunkach wszelkie działania oddziałów polskich na froncie galicyjskim i na południowym skrzydle wołyńskiego trafiałyby na tyły i skrzydło wojsk ukraińskich. Starcie zbrojne z wojskami atamana Petlury nie leżało jednak w zamiarach Naczelnego Wodza. Widział on w nich naturalnego sojusznika Polski. 1 września został podpisany formalny rozejm polsko- ukraiński, na mocy którego ustalona została polsko-ukraińska linia demarkacyjna i linia rozgraniczenia operacyjnego. Z tą chwilą wojska polskie frontu galicyjskiego i południowej części Frontu Wołyńskiego znalazły się poza strefą operacji.
W tym czasie zaszły też przesłanki polityczne, by wstrzymać ofensywę na północnym Wołyniu i Polesiu. Kontrrewolucyjna armia gen. Antona Denikina spychała wojska sowieckie ku północy i po zajęciu Kijowa z początkiem września zagroziła im w obszarze Homel-Mozyrz. Józef Piłsudski oceniał, że nawet pośrednie dopomożenie gen. Denikinowi w jego ówczesnych operacjach na zachodnim brzegu Dniepru nie mogło leżeć w interesie Polski. Zatem front przeciwsowiecki na Polesiu i północnym odcinku Wołynia z końcem września zatrzymał się ostatecznie na linii rzek Ptyczy i Uborci.

## Działania na Froncie Litewsko-Białoruskim

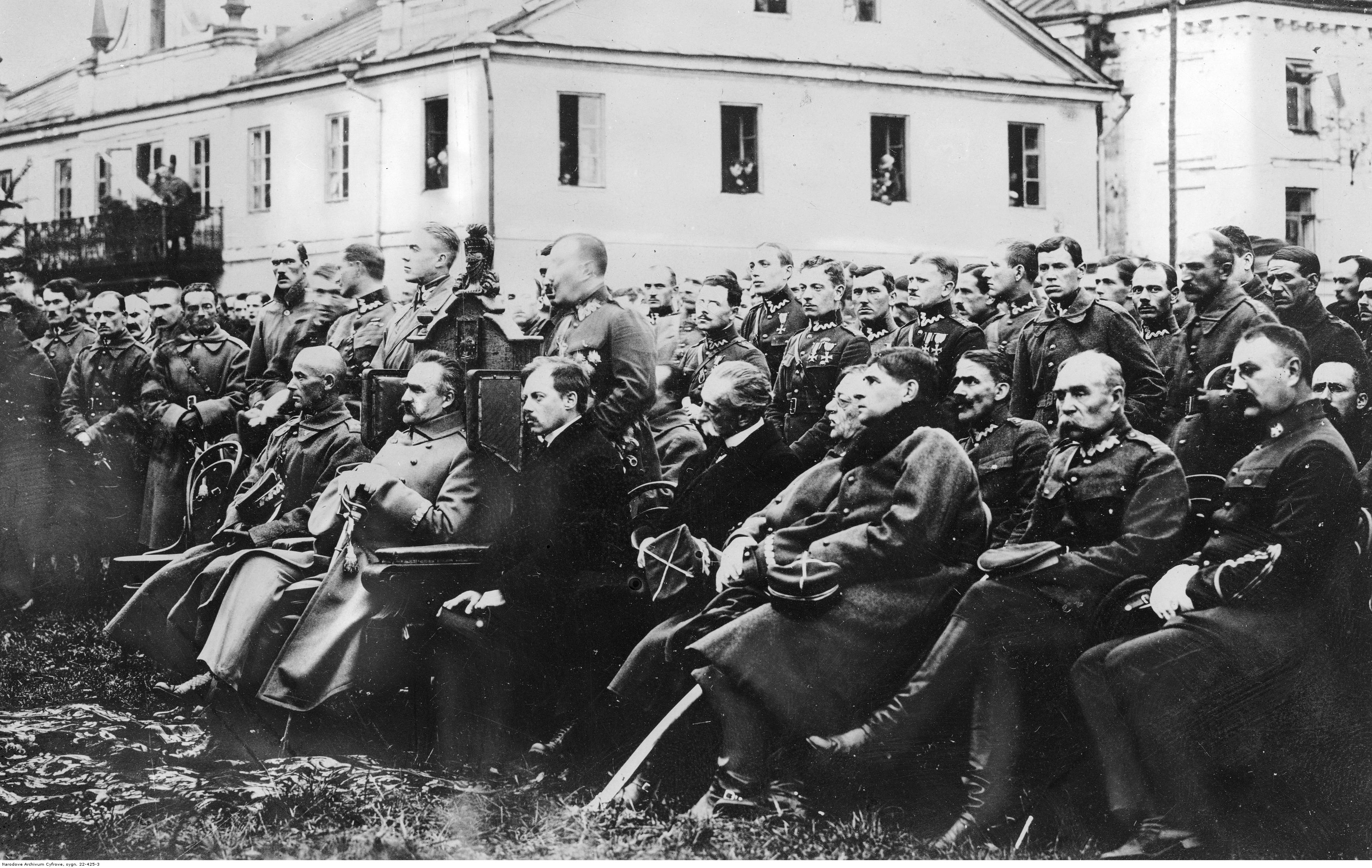
Wizytacja Frontu Litewsko-Białoruskiego przez Józefa Piłsudskiego. Msza polowa w Grodnie 1 czerwca 1919

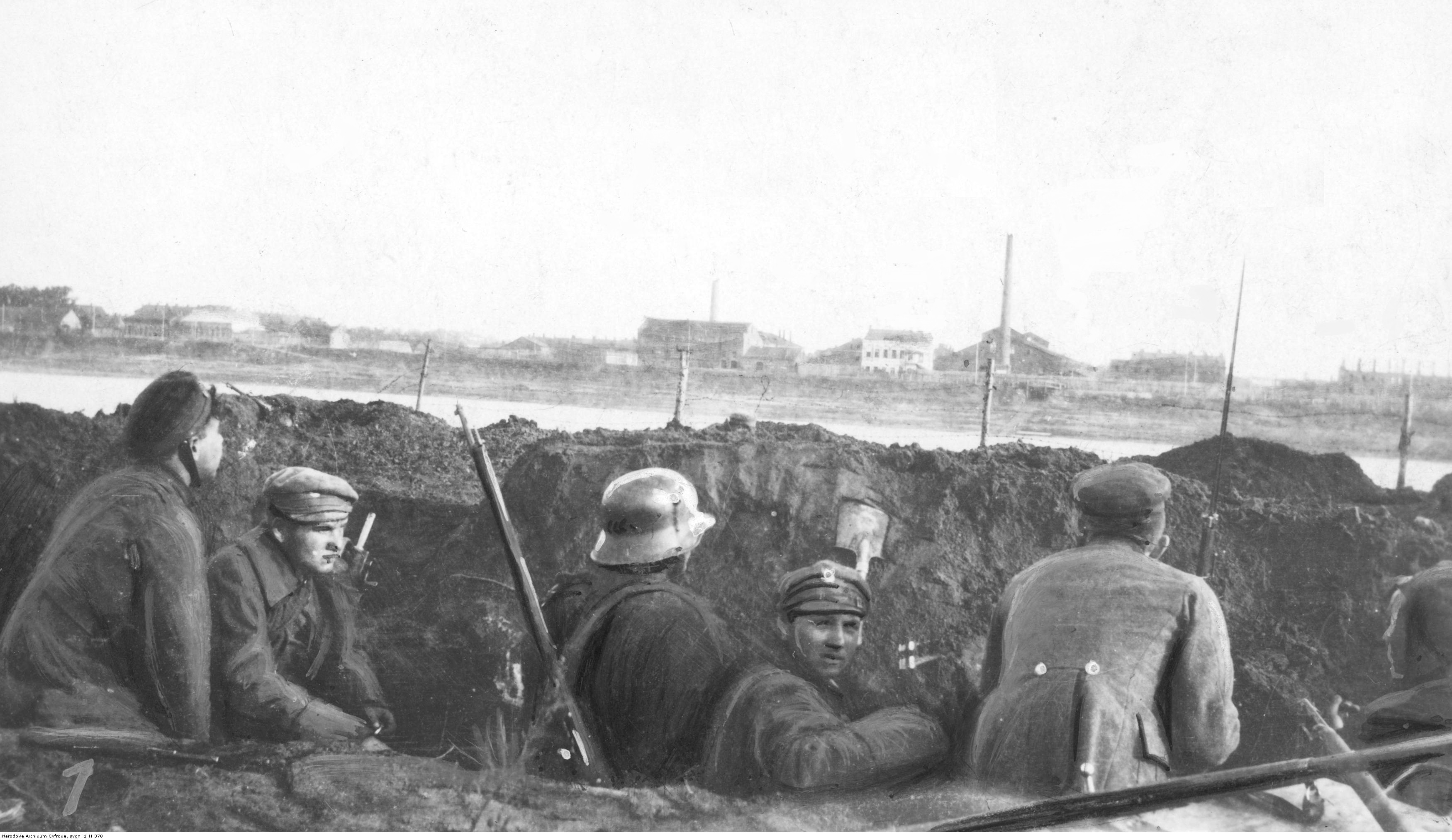
Przyczółek mostowy w Dźwińsku – żołnierze w okopie; październik 1919

W ostatniej dekadzie sierpnia 1 Dywizja Piechoty Legionów gen. Śmigłego-Rydza otrzymała rozkaz obsadzenia południowego brzegu Dźwiny pod Dyneburgiem i opanowania tego miasta. Bezpośrednio na Dyneburg wysłano grupę płk. Bolesława Popowicza w składzie I i II/ 1 pułku piechoty Legionów, I i II/ 6 pułku piechoty Legionów, bateria i pluton artylerii polowej, pociąg pancerny „Śmiały”. Pod Dyneburgiem wywiązał się czterotygodniowy bój, w wyniku którego Sowieci zostali wyparci na północny brzeg rzeki. Na kierunku północno-wschodnim polskie oddziały zajęły rubież Auty, a w końcu września oddziały 8 Dywizji Piechoty stanęły nad Dźwiną pod samym Połockiem.
W połowie października Sowieci przeprowadzili kontruderzenie pomiędzy Dźwiną a Berezyną. Zmusiło one początkowo oddziały 8 Dywizji Piechoty do wycofania się na linię Auty, ale kontratakujące na tym odcinku oddziały 1 i 3 Dywizji Piechoty Legionów oraz Dywizji Litewsko-Białoruskiej odzyskały poprzednio zajmowane pozycje. Od tego czasu działalność bojowa na froncie litewsko białoruskim stopniowo zamierała. Trwały jedynie drobne potyczki pomiędzy patrolami. Na początku listopada ugrupowanie bojowe wojsk polskich przedstawiało się następująco: odcinek Dźwiny do Drui obsadziła grupa gen. Śmigłego-Rydza. W jej skład wchodziła 1 i 3 Dywizja Piechoty Legionów oraz 1 Brygady Jazdy, ale tylko 3 Dywizja Piechoty Legionów stała w linii, pozostałe zaś oddziały tworzyły odwód, rozmieszczony w obszarze Dukszty-Święciany. Następnie wzdłuż Dźwiny, od Drui do Połocka, a dalej wzdłuż linii Lepel-rzeka Berezyna stała grupa gen. Lasockiego w składzie 8 Dywizja Piechoty i 1 Dywizja Litewsko-Białoruska. Linię rzeki Berezyny obsadziła grupa gen. Lucjana Żeligowskiego: 2 Dywizja Piechoty Legionów w okolicach Borysowa, 1 Dywizja Wielkopolska w okolicach Bobrujska, a nad górną Ptyczą pozycje bojowe zajmowała 2 Brygada Jazdy. Na prawem skrzydle frontu, wzdłuż dolnego biegu Ptyczy, Prypeci i Uborci, do wysokości Owrucza, była rozmieszczona 9 Dywizja Piechoty. Odwód frontu stanowiła grupa gen. Gustawa Zygadłowicza w składzie: 10 Dywizja Piechoty i 6 Dywizja Piechoty oraz stacjonująca w Grodnie 2 Dywizja Litewsko-Białoruska.

## Zakończenie kampanii 1919 roku
W ostatnich dniach grudnia Armia Czerwona powstrzymała ofensywę armii gen. Antona Denikina i przejęła inicjatywę strategiczną. Wskutek tego oddziały sowieckie stopniowo pojawiały się ponownie przed frontem galicyjskim. Uprzedzając ich nadejście, dowództwo polskie przesunęło oddziały Frontu na wschód: na linię rzeki Uszyca z Płoskirowem i Starokonstantynowem, wyrównując go z prawym skrzydłem Frontu Wołyńskiego nad Słuczą. Ostatecznie ustaliło się następujące ugrupowanie: na Podolu była rozmieszczona grupa gen. Bonnina, następnie, po obu stronach linii kolejowej Tarnopol-Płoskirów rozmieszczona została 12 Dywizja Piechoty, za nią stała 5 Dywizja Piechoty stanowiąca odwód frontu. Front wołyński obsadziły: w rejonie Szepietówka-Zwiahel stała 13 Dywizja Piechoty, 3. i 4 Brygada Jazdy, a dalej do Olewska – 4 Dywizja Piechoty.
Po wielomiesięcznych walkach Wojsko Polskie wyszło na rubieże, których osiągnięcie postawił sobie za cel Naczelnik Państwa i Wódz Naczelny Józef Piłsudski. Znaczne tereny na wschodzie, należące niegdyś do I Rzeczypospolitej, znalazły się powtórnie rękach polskich. Stworzone przez Wojsko Polskie fakty dokonane wyprzedziły podjętą 2 grudnia 1919 uchwałę Rady Najwyższej Mocarstw Sprzymierzonych i Stowarzyszonych ustalającą przebieg tymczasowej wschodniej granicy Polski. Na froncie przeciwsowieckim ustały operacje na większą skalę. W grudniu rząd sowiecki zwrócił się do rządu polskiego z propozycją rozpoczęcia rokowań pokojowych. Jednocześnie polski wywiad wojskowy stwierdził, że siły sowieckie wycofywane z frontów wojny domowej są przesuwane na front przeciwpolski. W tych warunkach sowieckie propozycje pokojowe nie mogły być uznane za szczere. Przebieg wstępnego porozumienia, dotyczącego ustalenia miejsca rokowań i zawarcia rozejmu, nakazywał liczyć się z tym, że Sowieci prowadzą podwójną grę, aby zyskać na czasie potrzebnym im do przerzucenia na front polski nowych jednostek. Poprzez działania pozorne Sowieci chcieli też zyskać sympatię opinii publicznej Europy.

## Bitwy roku 1919
| Boje i potyczki kampanii 1919 |                 |                                                 |                                |
| Data                          | Miejsce         | Oddziały polskie                                | Oddziały sowieckie             |
| 31 XII 1918–5 I 1919          | Wilno I         | I Brygada, Legia Oficerska                      | 2 BS, 5 pułk wileński          |
| II –III 1919                  | Byteń           | grupa mjr. Dąbrowskiego                         | Zachodnia ACz                  |
| 13 II 1919                    | Bereza Kartuska | grupa mjr. Dąbrowskiego                         |                                |
| 18 II 1919                    | Antopol I       | grupa mjr. Narbuta                              | 2 ps                           |
| 23 II–5 III 1919              | Pińsk           | gr. Listowskiego; gr. Narbutta                  | Zachodnia ACz                  |
| 2–9 III 1919                  | Słonim I        | D L-B; Miński pułk strzelców                    | Dywizja Zachodnia              |
| 13–20 III 1919                | Baranowicze I   | D L-B; grupa mjr. Dąbrowskiego                  |                                |
| 14–19 III 1919                | Nieśwież        |                                                 |                                |
| 23 III 1919                   | Lida I          | Grupa Zaniemeńska                               | oddziały ACz                   |
| 16–19 IV 1919                 | Stołowicze      | DL-B; gr. płk. Boruszczaka i Ostrowskiego       | Zachodnia DS                   |
| 16–17 IV 1919                 | Lida II         | Grupa gen. Lasockiego                           | Załoga Lidy                    |
| 18 IV 1919                    | Nowogródek      | DL-B; gr. mjr. Zawistowskiego                   | oddziały ACz                   |
| 13–19 IV 1919                 | Baranowicze II  | D L-B; grupa płk. Boruszczaka                   | Dywizja Zachodnia              |
| 19–21 IV 1919                 | Wilno II        | Grupa Beliny-Prażmowskiego Grupa Rydza-Śmigłego | pododdziały ACz                |
| IV–VI 1919                    | Łuniniec        | Front Litewsko-Białoruski                       | 8 Dywizja Strzelców            |
| 13–14 V 1919                  | Święciany I     | Grupa mjr. Dęba-Biernackiego                    | Grupa Pugaczewskiego           |
| VI 1919                       | Rafałówka       | 32 pułk piechoty                                | oddziały ACz                   |
| 19–21 VI 1919                 | Postawy         | 6 pułk piechoty Legionów                        | oddziały ACz                   |
| 3 VII 1919                    | Horodyszcze     | Flotylla Pińska                                 |                                |
| 3 VII 1919                    | Mołodeczno I    | 2 Dywizja Piechoty Legionów                     | oddziały ACz                   |
| 23 VII–3 VIII 1919            | Raków           | 8 DP; 21 pułk piechoty                          | 8 DS                           |
| VIII 1919                     | Treszczyna      | D L-B; II/ białostockiego ps                    | oddziały ACz                   |
| 2 VIII 1919                   | Olszany         | 9 DP; 4/22 pułku piechoty                       | 64 ps                          |
| 3–10 VIII 1919                | Słuck I         | 9 DP; Gr. Strzemińskiego i Boruszczaka          | 8 DS                           |
| 7 VIII 1919                   | Małe Gajany     | 1 DSWlkp. 1 pułk ułanów wlkp.                   | oddział łotewski               |
| 8 VIII 1919                   | Mińsk           | 2 Dywizja Piechoty Legionów                     | 5 i 52 DS                      |
| 8–9 VIII 1919                 | Słoboda         | 1 DSWlkp. 1 pułk ułanów wlkp.                   | oddziały ACz                   |
| 13 VIII 1919                  | Borowica Mała   | grupa gen. Krajowskiego                         |                                |
| 16–18 VIII 1919               | Borysów         | 2 Dywizja Piechoty Legionów                     | 19, 20, 21, 462, 464 i 66 ps   |
| 22 VIII 1919                  | Ziabki          | 1 DP Leg.; 1 i 5 pp Leg.                        | 17 DS; 153 ps                  |
| 28 VIII–3 IX 1919             | Bobrujsk        | 1 Dywizja Strzelców Wielkopolskich              | 8 DS                           |
| 29 VIII 1919-I 1920           | Dźwina          | Front Litewsko-Białoruski                       |                                |
| 30 VIII–29 IX 1919            | Dyneburg        | 1 Dywizja Piechoty Legionów                     | 15 Armia                       |
| 2 IX 1919                     | Lubonicze       | 1 DSWlkp. 1 pułk ułanów wlkp.                   | 30 Brygada Strzelców           |
| 16 IX 1919                    | Dytiatyn        | 8 DP; 13 pp                                     | dwie BS                        |
| 17–19 IX 1919                 | Petryków        | 9 DP; 34 pułk piechoty i Flotylla Pińska        | 16 Armia i Flotylla Prypecka   |
| 21 IX–4 XI 1919               | Połock          | 8 Dywizja Piechoty                              | oddziały łotewskie, 17 i 53 DS |
| 28 IX 1919                    | Bartniki        | 1 DSWlkp.; grupa ppłk. Szyllinga                | 10 DS                          |
| 29 IX–16 X 1919               | Lepel           | 8 DP; 13 i 33 pułk piechoty                     | oddz. 11, 17, 52 i 53 DS       |
| 17 X 1919                     | Kobylszczyzna   | III/2 pułku piechoty Legionów                   | 19 maz. ps                     |
| 5 XI 1919                     | Lepel           | D L-B; wileński pułk strzelców                  | 460 i 463 ps                   |
| 4–5 XI 1919                   | Uszacz          | 8 DP; 33 pułk piechoty                          |                                |
| 13–16 XI 1919                 | Lepel           | 1 DL-B; Grupa płk. Bejnara                      | 52 Dywizja Strzelców           |
| 13–14 XI 1919                 | Sieliszcze      | 2 DPLeg.; III/4 pułku piechoty Legionów         | oddziały ACz                   |
| 12–14 XII 1919                | Kliczew         | 1 DSWlkp. 1 pułk strzelców wlkp.                | oddziały ACz                   |
| 23 XII 1919                   | Romanów         | 13 DP; 44 pułk piechoty                         | 396 ps                         |
| 28 XII 1919                   | Nowosiółki      | 1 DSWlkp.;7/4 ps wlkp.                          | oddziały ACz                   |
| 29 XII 1919                   | Dąbrowica       | 9 p.uł.                                         |                                |